# 下増田神社
下増田神社（しもますだじんじゃ）は、宮城県名取市の北釜地区に所在する神社。かつては「神明宮」と称した。

## 歴史
大同年間（806年 - 810年）に創祀されたと伝えられている。また、『康和4年（1100年）北釜に神明社創建（下増田神社）』と名取市の略年表に記されている。神社に伝わる棟札によれば、延享元年9月1日（1744年）に社殿を造営したとあるため、これより前に創祀されたと考えられている。

### 年表
- 1872年（明治5年）6月、村社に列格[1][2]。
- 1908年（明治41年）10月28日、名取郡下増田村飯塚に鎮座する雷神社（村社）および熊野神社（無格社）の両社を合祀[2]。
- 1909年（明治42年）
  - 5月26日、下増田神社に改称[2]。
  - 7月、供進社に指定[1]。
- 1945年（昭和20年）秋、旧仙台陸軍飛行学校に1939年（昭和14年）に創祀された航空神社を合祀[1][2]。
- 2011年（平成23年）3月11日、東北地方太平洋沖地震（東日本大震災）に伴う津波で当社の拝殿などは被害を受けたが、当社の本殿や産神山祗神社は残った[3]。

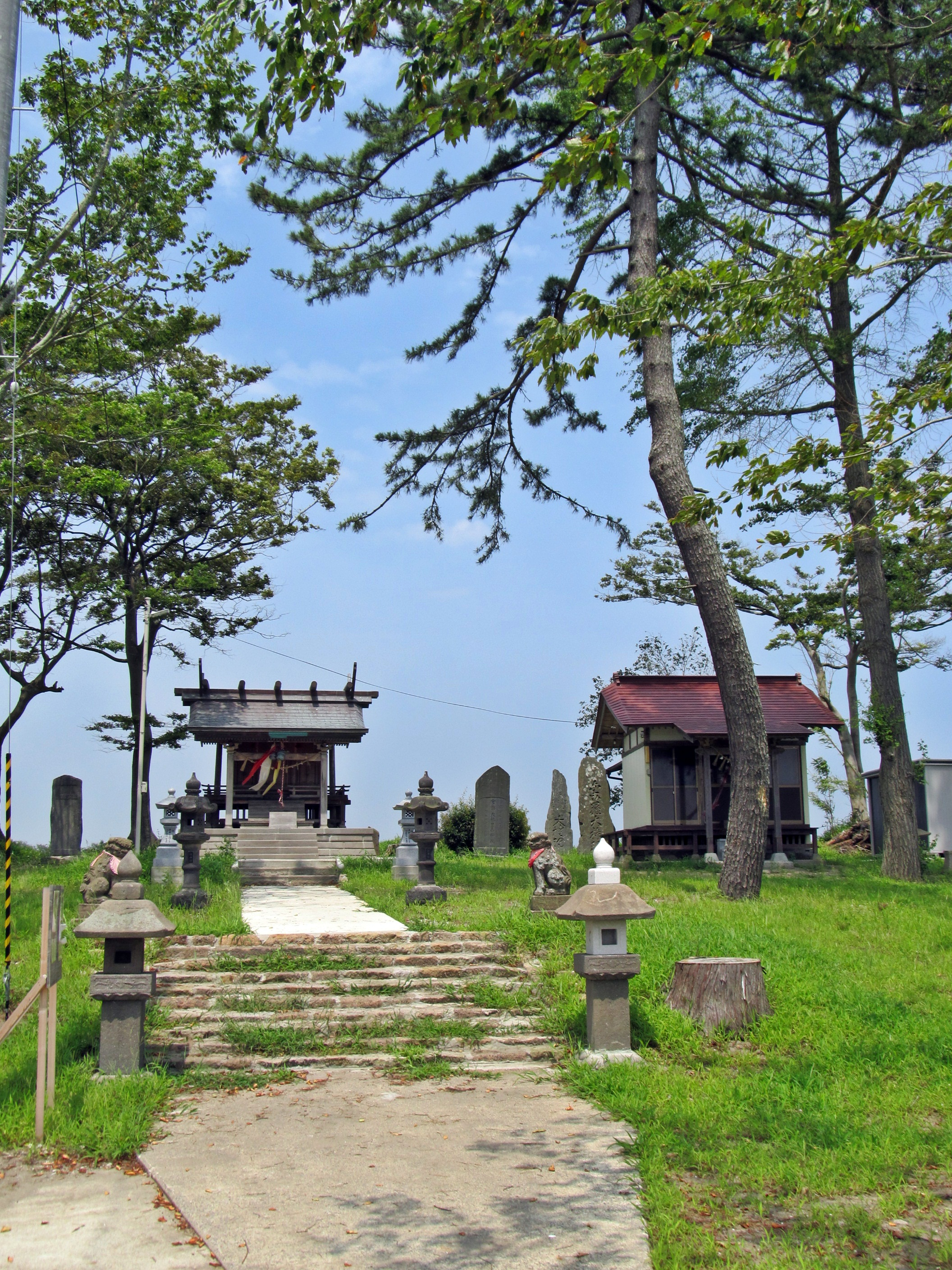
東日本大震災後の下増田神社境内
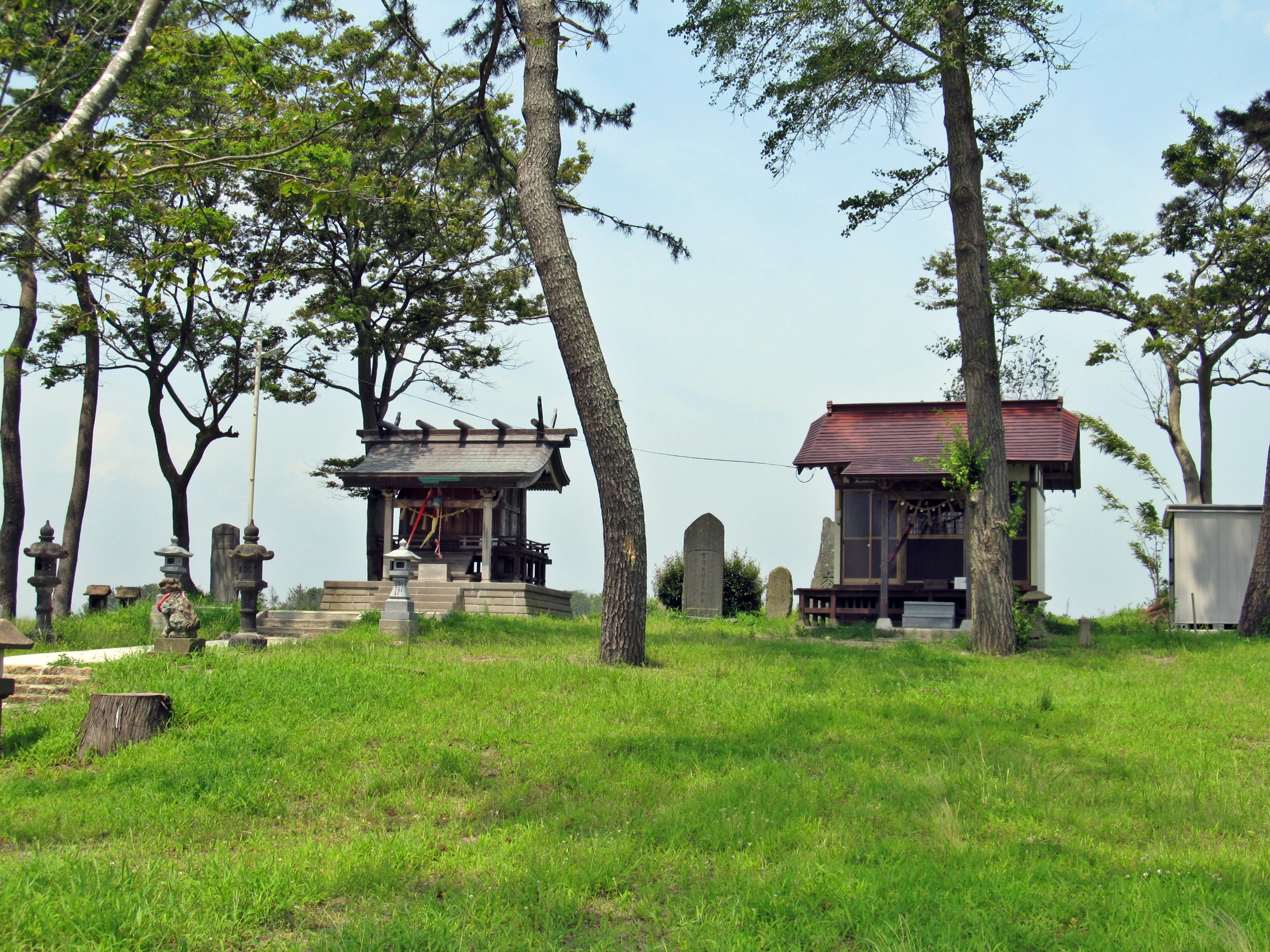
東日本大震災後の下増田神社境内

## 摂社・末社
- 末社：産神山祗神社（寛政9年（1797年）創祀）[2]

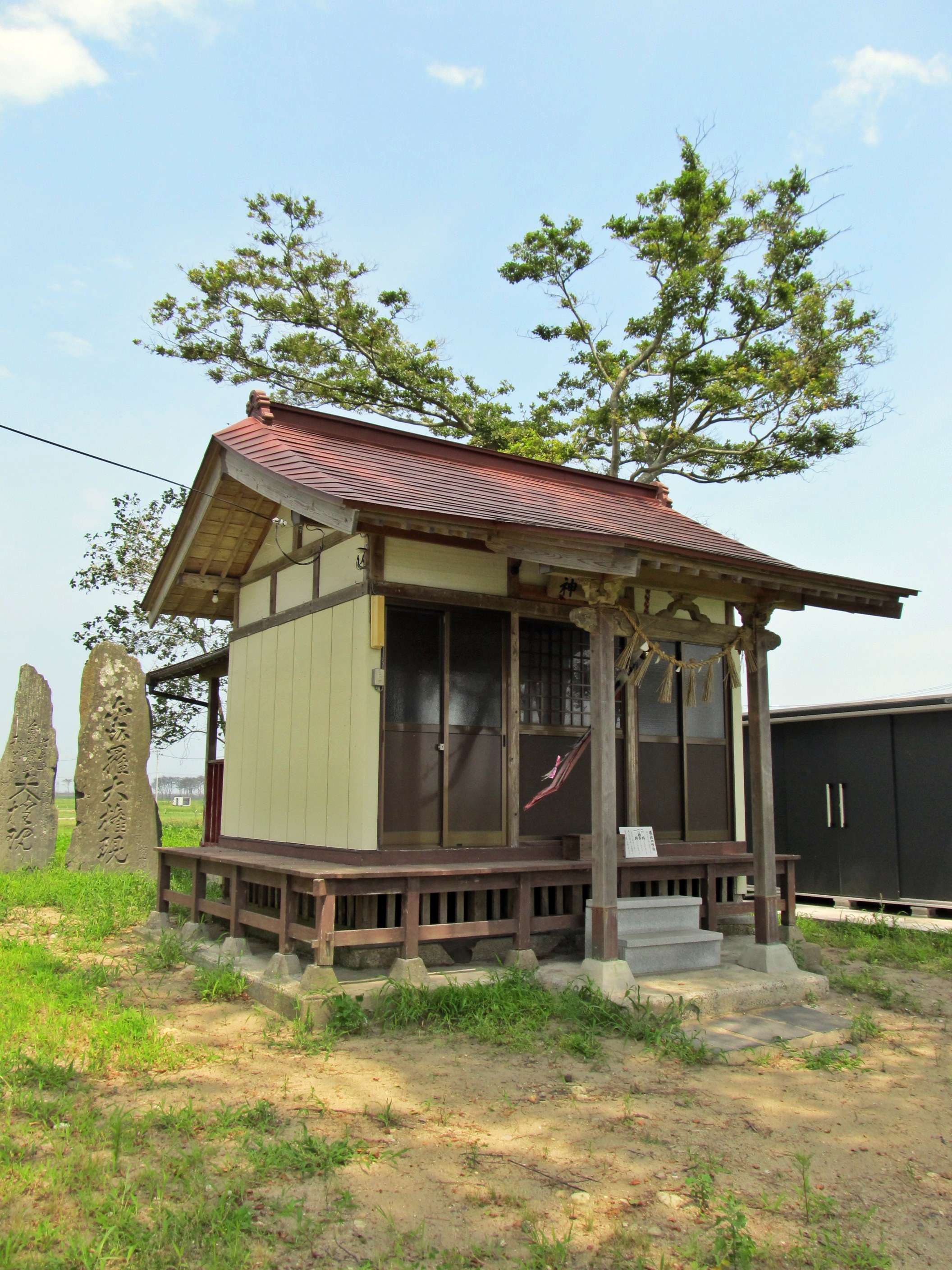
産神山祗神社拝殿
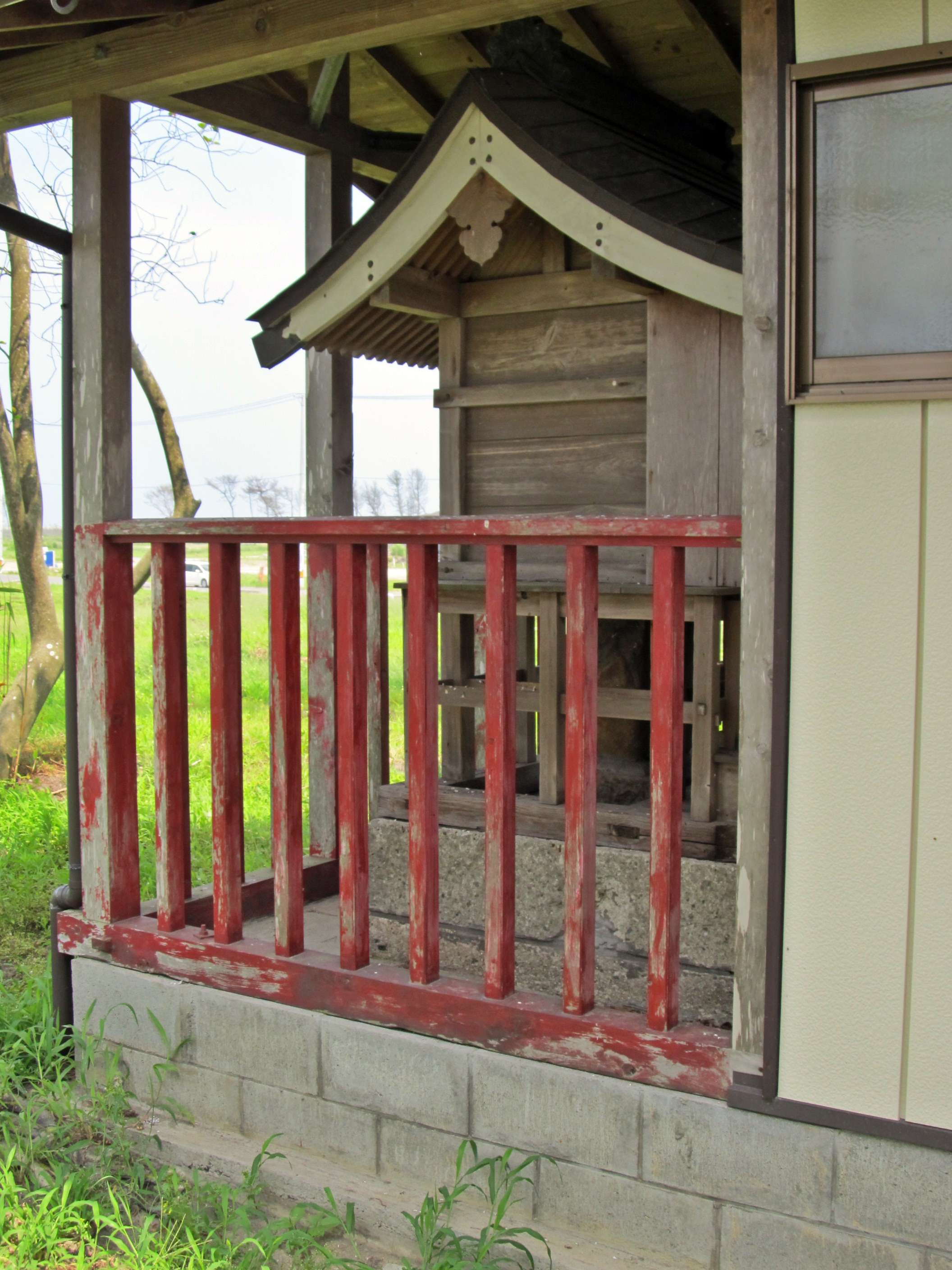
産神山祗神社本殿 山神の石祠に流造の覆堂をかけたものとなっている

## アクセス
参道は約100mある。
- 仙台空港鉄道仙台空港線（仙台空港アクセス線）・仙台空港駅より参道入口まで徒歩8分。
- 仙台空港ターミナルビル国際線到着口から参道入口まで徒歩6分。